# Preszów
Preszów (słow. Prešov, węg. Eperjes, niem. Eperies, łac. Fragopolis lub Eperiessinum, rom. Perieszys) – miasto we wschodniej Słowacji, ośrodek administracyjny kraju preszowskiego i powiatu Preszów. Pod koniec 2020 roku, z liczbą mieszkańców wynoszącą 87 886, Preszów zajmował trzecie miejsce pod względem liczby ludności (po Bratysławie i Koszycach) na Słowacji. Leży w historycznym regionie Szarysz, (około 60 km od granicy z Węgrami i około 75 km od granicy z Polską).

## Geografia
Preszów leży na wysokości 255 m n.p.m. u ujścia rzeczki Sekčov do rzeki Torysa, na północnym krańcu Kotliny Koszyckiej, między Górami Tokajsko-Slańskimi (Slanské vrchy) na wschodzie, Rudawami Spiskimi (pasmo Čierna hora) na zachodzie i Górami Czerchowskimi (Čergov) na północy. Liczba mieszkańców miasta wynosi 89 618 osób [31 XII 2016], powierzchnia – 70,44 km². Dzieli się na cztery dzielnice: Prešov, Šalgovík, Solivar i Nižná Šebastová.
Preszów leży na skrzyżowaniu dróg krajowych nr 18 (R4, z Michaloviec do granicy z Czechami) i 68 (D1, od granicy z Polską przez Starą Lubowlę i Koszyce do granicy z Węgrami. W mieście kończy się międzynarodowa trasa E371, przebiega przez nie trasa E50. Wybiega stąd lokalna droga 546 do Gelnicy i Spiskiej Nowej Wsi. Z Preszowa rozchodzą się cztery linie kolejowe: na północny zachód do Starej Lubowli i Nowego Sącza, na północ do Bardejowa, na wschód do Vranova nad Topľou i na południe do Koszyc.

## Gospodarka
W mieście rozwinął się przemysł maszynowy, elektrotechniczny, odzieżowy, skórzany, materiałów budowlanych, spożywczy, drzewny oraz poligraficzny.

## Historia

### Początki osadnictwa
Osadnictwo w okolicy Preszowa datuje się od paleolitu – najstarsze znaleziska pochodzą sprzed 28 tysięcy lat. Znaleziska z czasów rzymskich wskazują na intensywne kontakty handlowe z Rzymem. Słowianie napłynęli w okolice miasta z północy około IV lub V wieku, jednak ich intensywniejsze osadnictwo nastąpiło dopiero za czasów Wielkich Moraw. Od X do połowy XI wieku obszar ten znajdował się w granicach Polski. Znajdował się tu znany polski graniczny gród Castrum Salis wzmiankowany zarówno w dokumentach polskich jak i węgierskich. Pod koniec XI wieku tereny te zostały opanowane przez Królestwo Węgier. W połowie XIII wieku, po najazdach tatarskich, zaczęto osiedlać tu osadników z krain niemieckich.

### XIII–XVII wiek
Pierwsza pisemna wzmianka o Preszowie pochodzi z 1247. W 1299 król Andrzej III lokował Preszów na prawie spiskim, a w 1374 król Ludwik I nadał mu uprzywilejowany status wolnego miasta królewskiego. Wówczas Preszów był już największym ośrodkiem w dolinie Torysy. W XIV i XV wieku miasto bogaciło się na sprzedaży do Polski węgierskiego wina z doliny Cisy i na rzemiośle. Po pożarze w 1418 miasto odbudowano już jako murowane. W 1429 powstała tu pierwsza szkoła. Od XV wieku miasto było członkiem związku pięciu wolnych miast królewskich leżących na terenie obecnej wschodniej Słowacji – Pentapolitany. Od końca pierwszej połowy XVI w. znaczące sukcesy odnosiła w mieście reformacja, a luteranizm stał się wkrótce wyznaniem dominującym. W 1572 w dzisiejszej dzielnicy Solivar (wówczas odrębnej osadzie) rozpoczęto wydobycie soli kamiennej. W 1647 miasto stało się siedzibą władz komitatu Sáros. W 1667 preszowscy luteranie założyli ewangelickie kolegium, słynne wkrótce wysokim poziomem nauczania. W latach 1672–1685 miasto poparło antyhabsburskie powstanie Emeryka Thökölyego, a jesienią 1683 r. zatrzasnęło swe bramy przed wracającym spod Wiednia Janem III Sobieskim. Za ową antyhabsburską postawę miasta, po jego zajęciu przez wojska austriackie w 1687 r. generał Anton Caraffa rozkazał w okrutny sposób stracić 24 osoby, w tym szereg miejscowych patrycjuszy (prešovský krvavý súd – krwawy sąd preszowski), co przeszło później do historii jako „preszowskie jatki”.

### XVIII i XIX wiek
Na początku XVIII wieku miasto przeżywało kryzys. Po epidemiach i pożarach liczba mieszkańców spadła do 2 tysięcy. Ponowny rozwój zaczął się w połowie tego stulecia, gdy odrodziło się rzemiosło i handel, a także zaczęły powstawać manufaktury. W 1752 r. kopalnia soli w Solivarze została zatopiona, ale sól nadal produkowano przez odparowywanie wydobywanej solanki.
W czasie konfederacji barskiej Preszów stał się na pewien czas siedzibą Generalności – naczelnej władzy konfederackiej. Tu też 13 października 1770 uchwalono Akt detronizacji Stanisława Augusta Poniatowskiego.
W 1873 przez miasto przeprowadzono linię kolejową, stanowiącą część Kolei Koszycko-Bogumińskiej. Pod koniec XIX wieku powstały w mieście sieć elektryczna, telefoniczna, kanalizacyjna i działał telegraf. Ostatnie wielkie pożary przetoczyły się przez miasto w latach 1886 i 1887.

### XX wiek

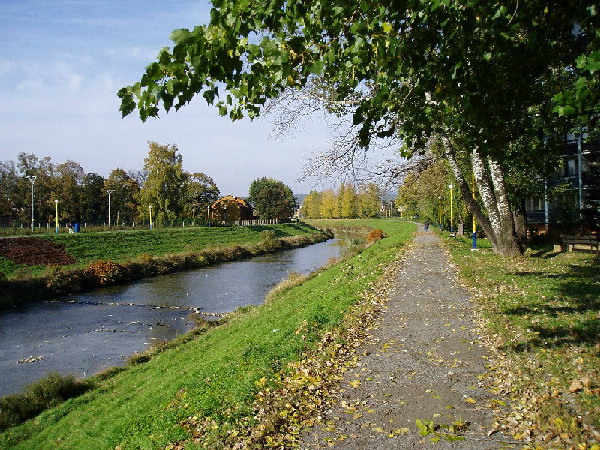
Brzeg rzeki

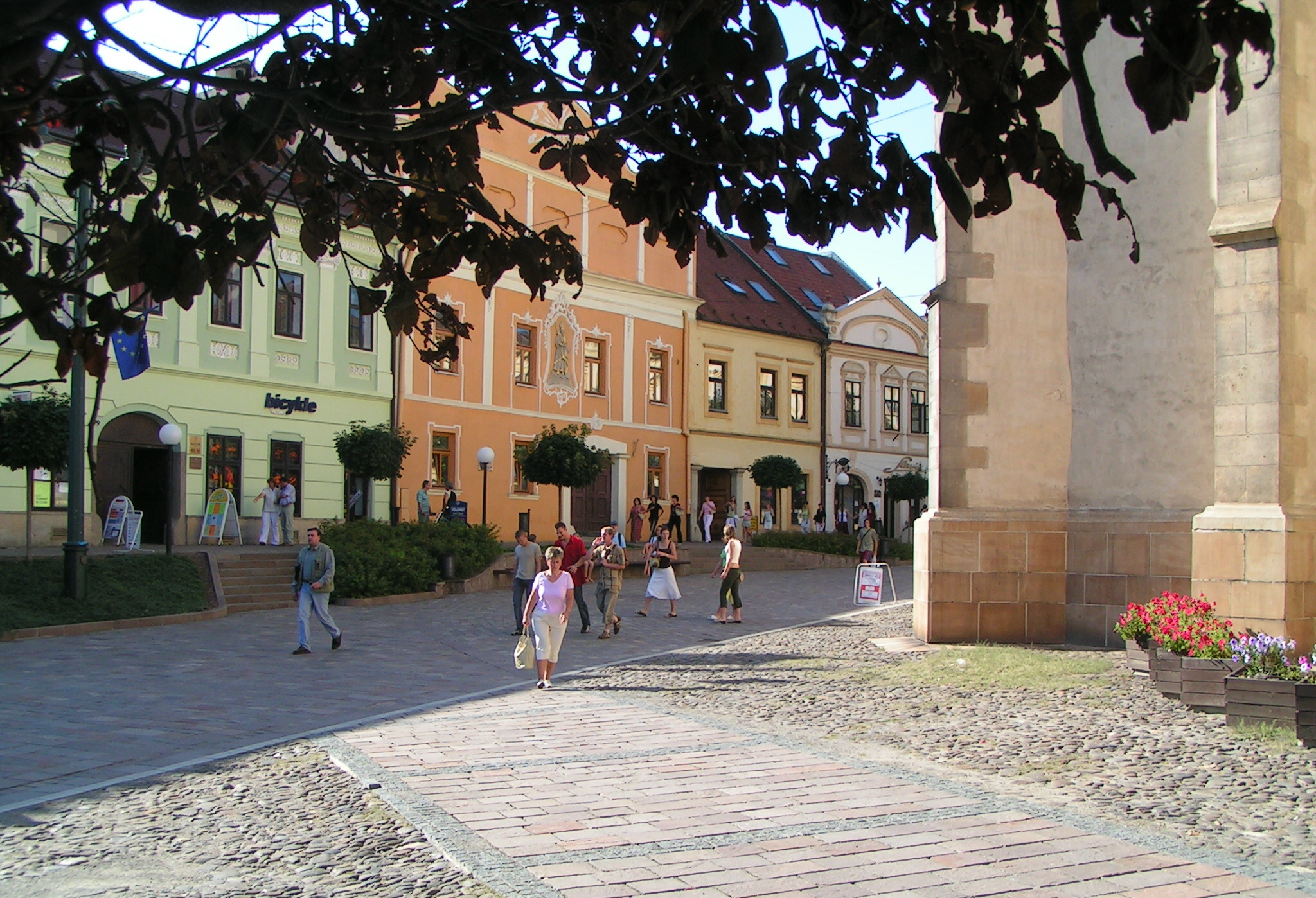
Zabytkowe kamieniczki przy kościele św. Mikołaja

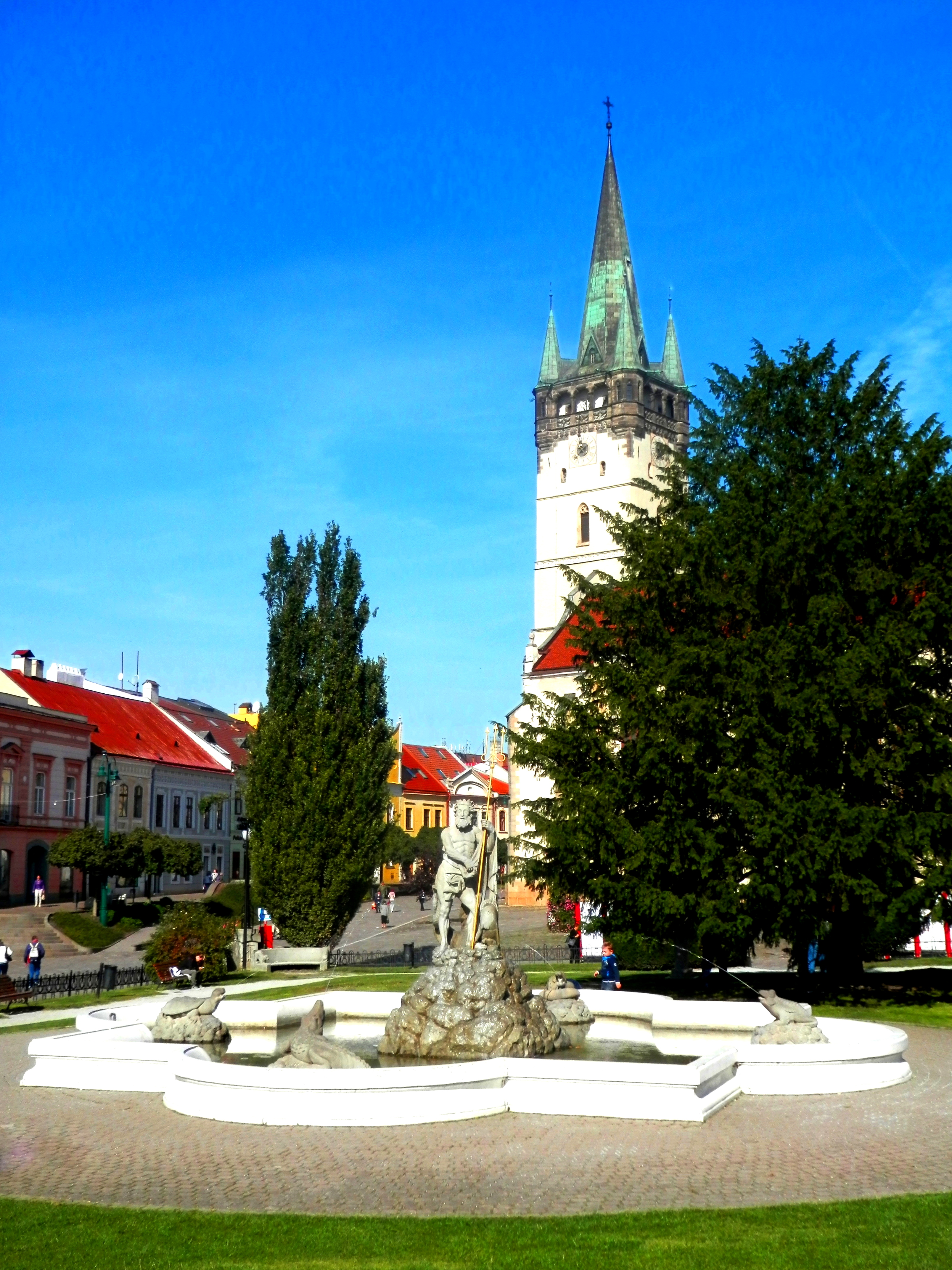
Fontanna Neptuna

W 1918 Preszów znalazł się w granicach nowo powstałej Czechosłowacji. Podczas ofensywy Węgierskiej Armii Czerwonej w czerwcu 1919 r. w Preszowie proklamowano efemeryczną Słowacką Republikę Rad. Preszów przybrał na znaczeniu po anektowaniu przez Węgry Koszyc w roku 1938, ponieważ ewakuowano tu wiele instytucji działających wcześniej w tym mieście. 20 grudnia 1944 r. miasto uległo dużym zniszczeniom wskutek bombardowania, wykonanego przez radzieckie lotnictwo. Zginęło wówczas około 300 Niemców i około 140 cywilów, z czego 120 więźniów, przetrzymywanych w miejscowym więzieniu Gestapo.
Po II wojnie światowej miasto rozwinęło się jako ośrodek przemysłowy, co pociągnęło za sobą szybki wzrost liczby mieszkańców – z 28 tys. w roku 1950 do 52 tysięcy w 1970 i 91 tysięcy w 1990.

### Współczesność
Dzisiejszy Preszów to nadal ośrodek przemysłowy, a poza tym węzeł komunikacyjny, ośrodek administracyjny i centrum kultury. Nadal działają zakłady wydobycia i przetwórstwa soli kamiennej, oprócz tego istnieją zakłady przemysłu maszynowego i elektromaszynowego oraz odzieżowego. W mieście istnieje Uniwersytet Preszowski z ośmioma wydziałami oraz zamiejscowy wydział politechniki koszyckiej, łącznie kształcące ponad 10 tysięcy studentów. Preszów jest siedzibą trzech biskupów: greckokatolickiego, prawosławnego i luterańskiego. W mieście działają trzy teatry (rusiński Aleksandra Duchnowycza, słowacki Jonáša Záborského i lalkowo-dziecięcy zwany Babadłem), dwa muzea (lokalne i winiarskie), biblioteka, obserwatorium astronomiczne i planetarium. Wśród odbywających się w Preszowie imprez kulturalnych oraz ukierunkowanych na przyciągnięcie turystów, największe znaczenie dla miasta mają m.in. festiwal koronczarstwa Festival paličkovanej čipky odbywający się na przełomie września i października, czerwcowy dziecięcy festiwal folklorystyczny, doroczna pielgrzymka maryjna do Wielkiego Szarysza rozpoczynająca się 15 sierpnia czy październikowy festiwal jazzowy. Lato stoi pod znakiem promocji miasta w ramach Kulturalnego Lata.
Dzisiejszy Preszów jest niemal jednolicie słowacki, mieszkają tu jedynie niewielkie grupy Rusinów i Czechów. Większy jest tylko odsetek Cyganów.

## Populacja
| rok    | 1.1.1993 | 1999   | 2006   | 2013   | 2019   | 2020   |
| ------ | -------- | ------ | ------ | ------ | ------ | ------ |
| liczba | 90 058   | 93 977 | 91 650 | 90 923 | 88 464 | 87 886 |

1. ↑  Uwaga: O ile nie określono inaczej, populacja przypada na ostatni dzień roku.

## Zabytki
Śródmieście Preszowa pełne jest zabytków z różnych epok. Budowle gotyckie to na przykład kościół św. Mikołaja z 1347 roku, będący najstarszym obiektem w Preszowie. Pałac Rakoczego, księcia Siedmiogrodu, pochodzi z epoki renesansu, podobnie jaki preszowski kościół ewangelicki. O wielokulturowości dawnych mieszkańców miasta świadczą świątynie również innych wyznań chrześcijańskich oraz wielka synagoga, mieszczącą obecnie kolekcję pamiątek po Żydach. Okres industrializacji i komunizmu wybił swe piętno na architekturze Preszowa, lecz nie zniszczył uroczej starówki porównywalnej z koszycką.
Do najważniejszych zabytków w Preszowie należą:
- gotycki kościół św. Mikołaja z 1347 r., ostatnia przebudowa z początków XX w.;
- późnorenesansowy kościół ewangelicko-augsburski św. Trójcy wybudowany w latach 1642–1647;
- katedra greckokatolicka pw. Jana Chrzciciela;
- kościół i klasztor franciszkanów z 1660 r.;
- barokowa kalwaria, wybudowana w latach 1721–1765;
- synagoga tzw. ortodoksyjna z końca XIX w.;
- synagoga tzw. neologiczna z końca XIX w.;
- Pałac Rakoczych z XVI w.;
- Brama Floriańska;
- tzw. Więzienie Caraffy, późnogotyckie;
- Wieża wodna (tzw. Kumšt) z II poł. XV w.;
- Kolumna Mariańska, barokowa, z 1751 r.;
- Fontanna Neptuna.

## Sport
- Slávia VK PU Preszów – klub piłki siatkowej mężczyzn
- Tatran Preszów – klub piłkarski
- HC 07 Prešov – klub hokejowy

## Miasta partnerskie
źródło:
- Brugherio
- Gabrowo
- Kieratsini
- La Courneuve
- Mukaczewo
- Nowy Sącz
- Nyíregyháza
- Pittsburgh
- Praga
- Remscheid
- Riszon le-Cijjon